# 森直兄
森 直兄（もり なおえ、1921年〈大正10年〉12月16日 - 1987年〈昭和62年〉4月16日）は、昭和期の教育者、政治家。教職から東京都稲城町長に就任し、稲城町の市政施行に伴い初代の稲城市長となった。

## 生涯
森一郎（後の町長）の息子として生まれる。市長になる前は調布市の小学校の教師をやっていた。1970年（昭和45年）には、稲城市立第五小学校（今は廃校）の初代校長に就任する。1971年（昭和46年）に町長選挙により、町長に就任する。その後、同年11月1日に市政執行により、稲城市の初代市長になる。
なお、市長在任中は『広報いなぎ』に「おもうこと」という文章を執筆した。1985年（昭和60年）からは東京都市長会の会長にも就任した。約16年間市長を務めたが、1987年（昭和62年）4月16日、市長在任中に死去。65歳。